# تیم ملی والیبال زنان اتریش
تیم ملی والیبال زنان اتریش (انگلیسی: Austria women's national volleyball team) تیم ملی والیبال مختص زنان اتریشی است که به عنوان نماینده اتریش در رقابت‌های رسمی و دوستانه با حریفان به رقابت می‌پردازند.